# Campeonato Uruguayo de Fútbol Femenino 2002
El Campeonato Uruguayo de Fútbol Femenino 2002 fue la sexta edición del Campeonato Uruguayo de Fútbol Femenino. 
El torneo consistió en un campeonato a dos ruedas de todos contra todos, coronándose campeón el Rampla Juniors Fútbol Club por segunda vez consecutiva.

## Equipos participantes

### Datos de los equipos
| Club                  | Ciudad     | Estadio | Capacidad | Fundación              | Temporadas | Temp. Consecutivas | Títulos | Subtítulos | 2001 |
| --------------------- | ---------- | ------- | --------- | ---------------------- | ---------- | ------------------ | ------- | ---------- | ---- |
| Atlántida Piedra Lisa | Canelones  | -       | -         | -                      | 1          | 1                  | —       | —          | -°   |
| Central Español       | Montevideo | -       | -         | 5 de enero de 1905     | 5          | 5                  | —       | —          | -°   |
| Cerro                 | Montevideo | -       | -         | 1 de diciembre de 1922 | 1          | —                  | —       | —          | —    |
| Montevideo Wanderers  | Montevideo | -       | -         | 15 de octubre de 1933  | 3          | 3                  | —       | —          | -°   |
| Nacional              | Montevideo | -       | -         | 14 de mayo de 1899     | 5          | 5                  | 2       | 3          | 2°   |
| Racing                | Montevideo | -       | -         | 6 de abril de 1919     | —          | —                  | —       | —          | —    |
| Rampla Juniors        | Montevideo | -       | -         | 7 de enero de 1914     | 5          | 5                  | 3       | 2          | 1°   |
| Rentistas             | Montevideo | -       | -         | 26 de marzo de 1933    | 2          | —                  | —       | —          | -°   |

Notas: Los datos estadísticos corresponden a los campeonatos uruguayos oficiales. Las fechas de fundación de los equipos son las declaradas por los propios clubes implicados. La columna «Estadio» refleja el estadio donde el equipo más veces oficia de local en sus partidos, pero no indica que sea su propietario. Véase también: Estadios de fútbol de Uruguay.

## Desarrollo

### Posiciones Apertura
| Pos. | Equipos               | PJ | PG | PE | PP | GF | GC | Dif. | Pts. |
| ---- | --------------------- | -- | -- | -- | -- | -- | -- | ---- | ---- |
| 1.   | Racing                | 7  | 5  | 2  | 0  | 23 | 6  | 17   | 17   |
| 2.   | Rampla Juniors        | 7  | 5  | 2  | 0  | 21 | 4  | 17   | 17   |
| 3.   | Cerro                 | 7  | 5  | 1  | 1  | 23 | 6  | 17   | 16   |
| 4.   | Nacional              | 7  | 3  | 1  | 3  | 26 | 11 | 15   | 10   |
| 5.   | Montevideo Wanderers  | 7  | 3  | 2  | 2  | 16 | 10 | 6    | 9    |
| 6.   | Rentistas             | 7  | 1  | 1  | 5  | 5  | 24 | -19  | 4    |
| 7.   | Central Español       | 7  | 0  | 2  | 5  | 2  | 24 | -22  | 2    |
| 8.   | Atlántida Piedra Lisa | 7  | 0  | 1  | 6  | 1  | 32 | -31  | 1    |

Final Apertura: Racing 0-1 Rampla Juniors.

### Posiciones Clausura
| Pos. | Equipos               | PJ | PG | PE | PP | GF | GC | Dif. | Pts. |
| ---- | --------------------- | -- | -- | -- | -- | -- | -- | ---- | ---- |
| 1.   | Nacional              | 7  | 6  | 0  | 1  | 30 | 6  | 24   | 18   |
| 2.   | Racing                | 7  | 5  | 1  | 1  | 12 | 7  | 5    | 16   |
| 3.   | Rampla Juniors        | 7  | 4  | 1  | 2  | 19 | 3  | 16   | 13   |
| 4.   | Montevideo Wanderers  | 7  | 4  | 0  | 3  | 20 | 8  | 12   | 12   |
| 5.   | Cerro                 | 7  | 3  | 2  | 2  | 19 | 6  | 13   | 11   |
| 6.   | Rentistas             | 7  | 3  | 0  | 4  | 16 | 13 | 3    | 9    |
| 7.   | Central Español       | 7  | 0  | 1  | 6  | 3  | 35 | -32  | 1    |
| 8.   | Atlántida Piedra Lisa | 7  | 0  | 1  | 6  | 2  | 43 | -41  | 1    |

### Tabla acumulada
| Pos. | Equipos               | PJ | PG | PE | PP | GF | GC | Dif. | Pts. |
| ---- | --------------------- | -- | -- | -- | -- | -- | -- | ---- | ---- |
| 1.   | Racing                | 14 | 10 | 3  | 1  | 35 | 13 | 22   | 33   |
| 2.   | Rampla Juniors        | 14 | 9  | 3  | 2  | 40 | 7  | 33   | 30   |
| 3.   | Nacional              | 14 | 9  | 1  | 4  | 56 | 17 | 39   | 27   |
| 4.   | Cerro                 | 14 | 8  | 3  | 3  | 42 | 12 | 30   | 27   |
| 5.   | Montevideo Wanderers  | 14 | 7  | 2  | 5  | 36 | 18 | 18   | 21   |
| 6.   | Rentistas             | 14 | 4  | 1  | 9  | 21 | 37 | -16  | 15   |
| 7.   | Central Español       | 14 | 0  | 3  | 11 | 5  | 59 | -54  | 3    |
| 8.   | Atlántida Piedra Lisa | 14 | 0  | 2  | 12 | 3  | 75 | -72  | 2    |

Rampla Juniors como campeón de una mitad de la temporada con mejor puntaje acumulado, clasifica automáticamente para la final.
Nacional (como campeón de una mitad de la temporada con peor puntaje general) y Racing (como mejor puntaje acumulado) disputan play off por un lugar en la final.
Play off: Nacional 5-1 Racing
Finales: Rampla Juniors 2-1 Nacional y Nacional 0-3 Rampla Juniors
| Uruguay                                          |
| Campeón Uruguayo 2002 Rampla Juniors 4.to título |